# Mongúzfélék

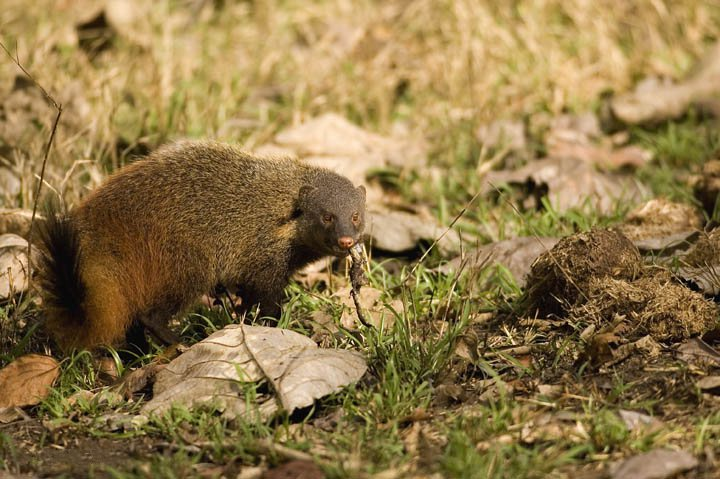
Csíkosnyakú mongúz (Urva vitticolla)

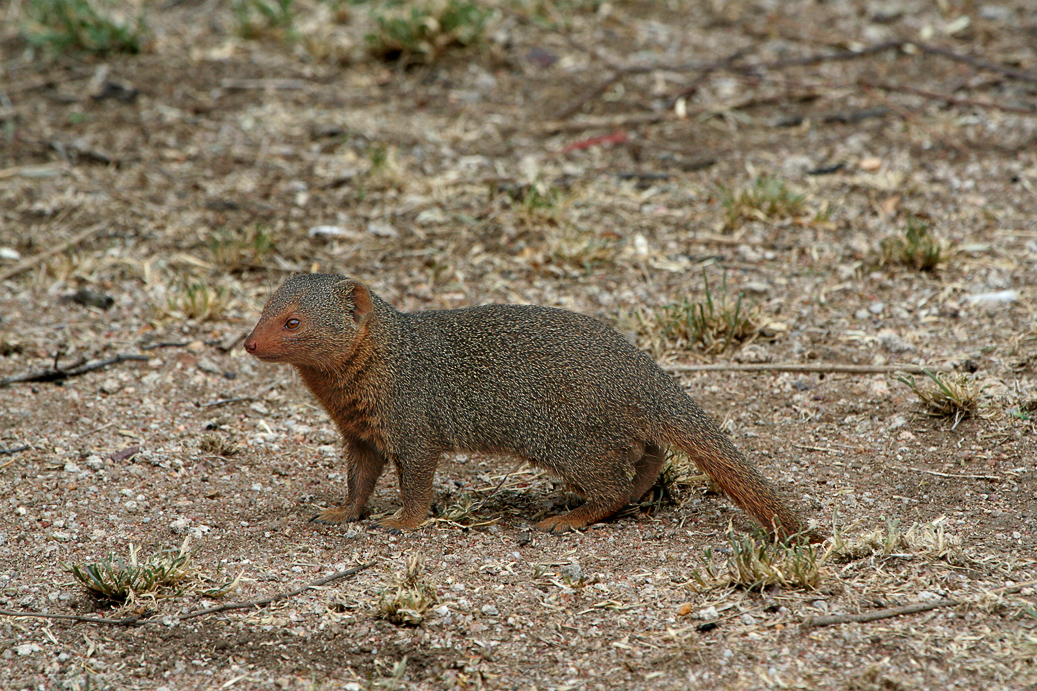
Közönséges törpemongúz (Helogale parvula)

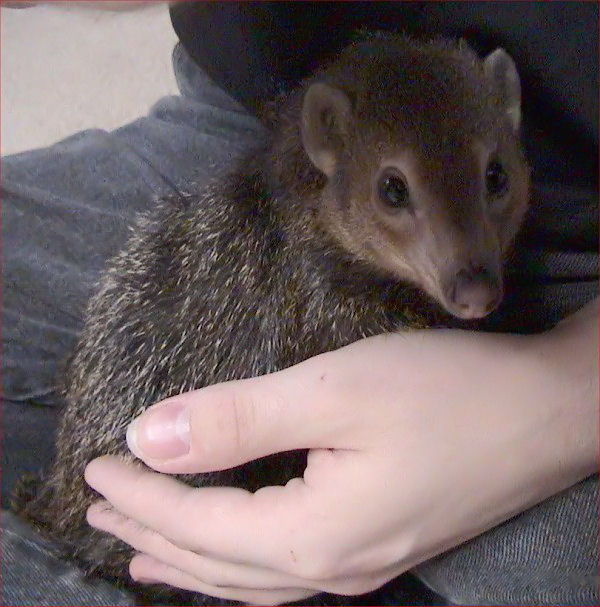
Barna mongúz (Crossarchus obscurus)

A mongúzfélék (Herpestidae) a ragadozók (Carnivora) rendjén belül a macskaalkatúak (Feliformia) alrendjének egyik családja 15 nemmel és 35 fajjal.
A mongúzfélék képviselői Afrikában, Ázsiában és Dél-Európában élnek – bár mongúzok Madagaszkáron is előfordulnak, azokat ma már a madagaszkári cibetmacskafélék (Eupleridae) családjába sorolják.
A sivatagoktól a trópusi esőerdőkig sokféle élőhelyet benépesítenek. Kistermetű fajok, közülük sokuknak vannak anális illatmirigyeik. Legtöbb fajuk ragadozó életmódú, különféle gerincteleneket és kistestű gerinceseket zsákmányolnak, néhány fajuk azonban elsősorban növényi részeket fogyaszt. Egyes fajaik nagyobb családi közösségekben élnek, míg mások magányosan vagy párban élnek. Többnyire erősen talajhoz kötött életmódúak, földalatti üregeiket maguk ássák, néhány fajuk azonban jól és sokszor mászik fára is, egyesek pedig kiválóan úsznak, és halakra is vadásznak.

## Rendszerezés
Karcsúmongúzformák (Herpestinae) alcsaládja 9 nemmel:
- Herpestes (Illiger, 1811) – karcsúmongúzok, 5 faj
  - angolai karcsúmongúz (Herpestes flavescens, korábban Galerella flavescens)[1]
    - fekete karcsúmongúz (Herpestes flavescens nigratus)[2][1]

  - egyiptomi mongúz (Herpestes ichneumon)
  - szomáli karcsúmongúz (Herpestes ochracea, korábban Galerella ochracea)[3]
  - fokföldi karcsúmongúz (Herpestes pulverentulus, korábban Galerella pulverentulus)[4]
  - közönséges karcsúmongúz (Herpestes sanguineus, korábban Galerella sanguinea)[5]

- Atilax (F. Cuvier, 1826) – 1 faj
  - mocsári manguszta (Atilax paludinosus)

- Ichneumia (G. Cuvier, 1829) – 1 faj
  - fehérfarkú ichneumon (Ichneumia albicauda)

- Bdeogale (Peters, 1850) – bozontosfarkú mongúzok, 3 vagy 4 faj
  - vastagfarkú mongúz (Bdeogale crassicauda)
  - Jackson-mongúz (Bdeogale jacksoni)
  - feketelábú mongúz (Bdeogale nigripes)
  - Sokoke-mongúz (Bdeogale omnivora vagy Bdeogale crassicauda omnivora)[6][7]

- Rhynchogale (Gray, 1865) – 1 faj
  - Meller-manguszta (Rhynchogale melleri)

- Cynictis (G. Cuvier, 1829) – 1 faj:
  - rókamanguszta vagy sárga mongúz (Cynictis penicillata)

- Paracynictis (Winton, 1896) – 1 faj:
  - Selous-manguszta (Paracynictis selousi)

- Urva (Hodgson, 1836) - ázsiai mongúzok; 9 vagy 8 fajukat korábban a Herpestes nembe sorolták:[8]
  - rövidfarkú mongúz (Urva brachyura)
  - aranyfoltos mongúz (Urva auropunctata vagy Urva javanica auropunctata)
  - szürke mongúz (Urva edwardsi)
  - indiai barnamongúz (Urva fusca)
  - jávai mongúz (Urva javanica)
  - galléros mongúz (Urva semitorquata)
  - Smith-mongúz (Urva smithi)
  - rákevő mongúz (Urva urva)
  - csíkosnyakú mongúz (Urva vitticolla)

- Xenogale (Allen , 1919) - 1 faj:[8]
  - hosszúorrú mongúz (Xenogale naso, korábban Herpestes naso)

Mungóformák (Mungotinae) alcsaládja 6 nemmel:
- Mungos (E. Geoffroy Saint-Hilaire & F. Cuvier, 1795) - mungók, 2 faj:
  - gambiai mungó vagy gambiai mongúz (Mungos gambianus)
  - zebramungó (Mungos mungo)

- Crossarchus (Cuvier, 1825) - 4 faj:
  - kongói mongúz (Crossarchus alexandri)
  - Ansorge-mongúz (Crossarchus ansorgei)
  - barna mongúz (Crossarchus obscurus)
  - laposfejű mongúz (Crossarchus platycephalus)[9]

- Helogale (Gray, 1861) - törpemongúzok, 2 faj:
  - sivatagi vagy etióp törpemongúz (Helogale hirtula)
  - déli törpemongúz (Helogale parvula)

- Dologale (Thomas, 1920) - 1 faj:
  - Pousargues-mongúz (Dologale dybowskii)

- Liberiictis (Hayman, 1958) - 1 faj:
  - libériai mongúz (Liberiictis kuhni)

- Suricata (Desmarest, 1804) - 1 faj:
  - szurikáta (Suricata suricatta)

## Képek

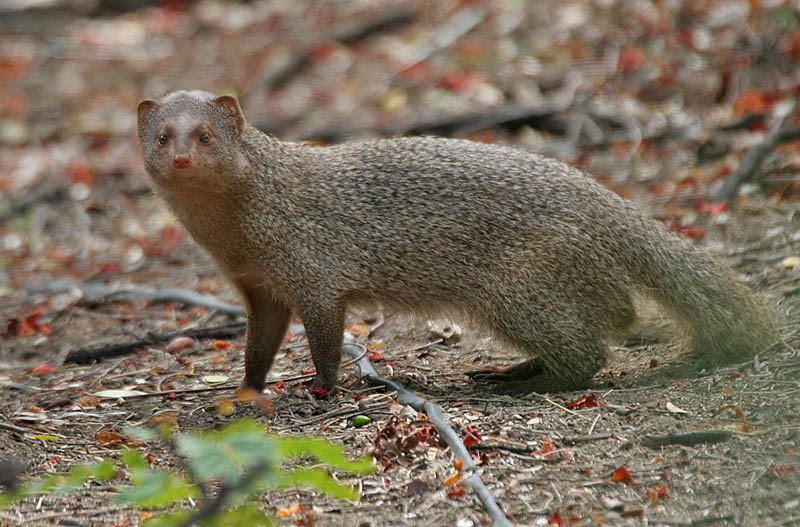
Szürke mongúz (Urva edwardsi)
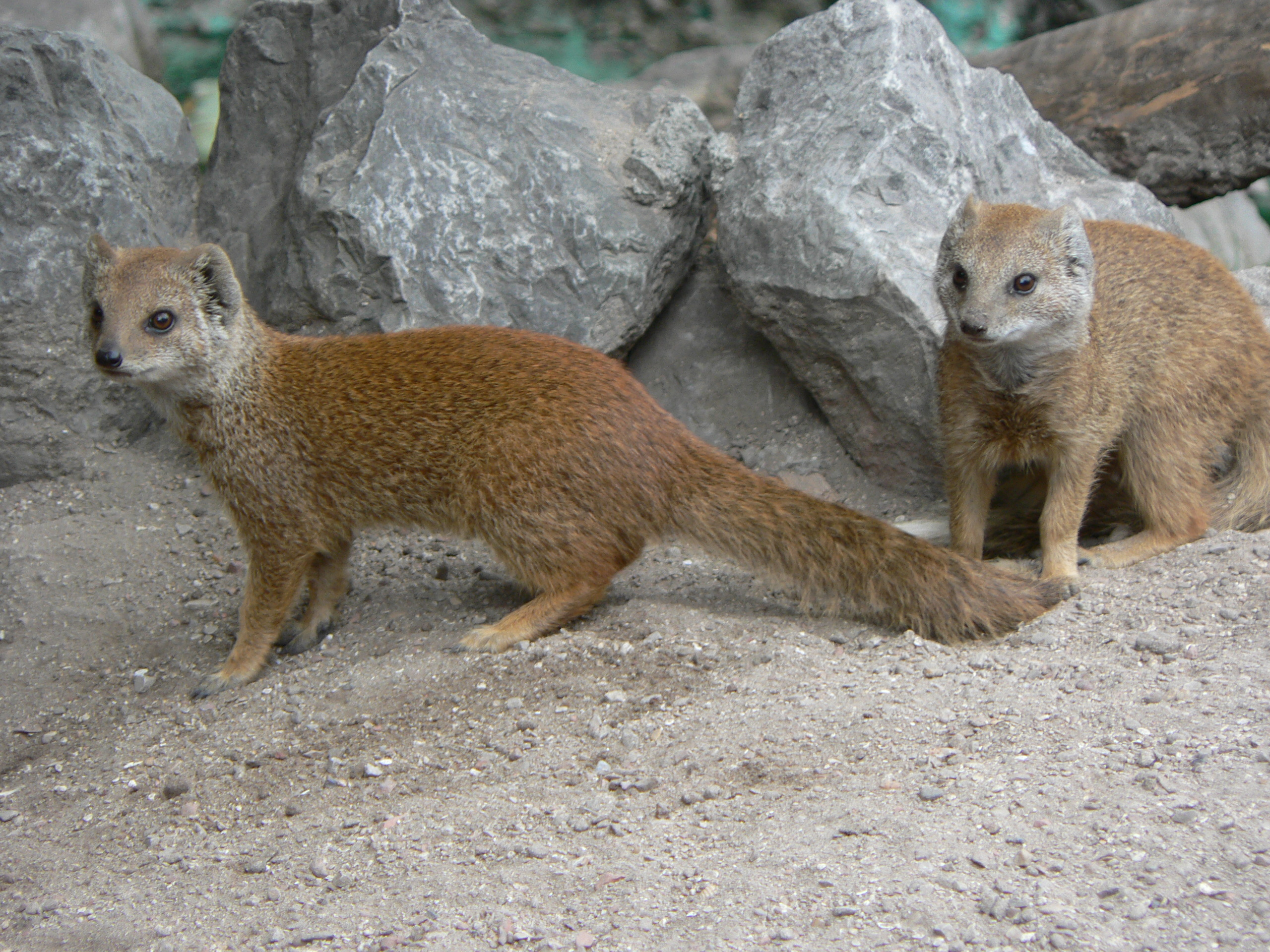
Rókamanguszta (Cynictis penicillata)
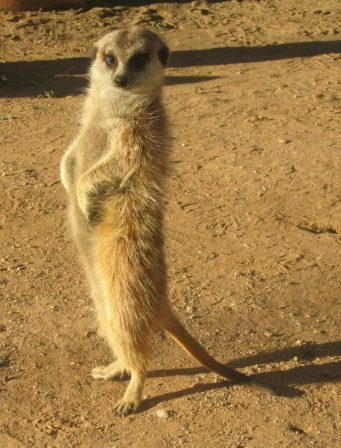
Szurikáta (Suricata suricatta)